# 1º Reggimento di sostegno AVES "Idra"
Il 1º Reggimento di Sostegno dell'Aviazione dell'Esercito "IDRA" è una unità di supporto tecnico-logistico dell'Esercito Italiano, dipendente dalla Brigata Sostegno Aviazione dell'Esercito, dal 1953 di stanza all'aeroporto "Oscar Savini" di Bracciano.

## Storia
Costituito nel 1953 nell'area di Bracciano con la denominazione di Reparto Riparazioni Aerei Leggeri Esercito e con funzioni di supporto tecnico logistico alle unità di volo, viene successivamente posto alle dipendenze del Comando centro studi ed esperienze della motorizzazione, con il supporto tecnico della 8ª Officina riparazioni automobilistiche di Roma.
Assunta nel luglio 1958 la nomenclatura di 1º Reparto Riparazioni Aviazione Leggera Esercito, nel 1989 viene concessa la Bandiera di guerra che l'unità riceve nel 1990.
Dal 1993 la denominazione viene nuovamente modificata in 1º Reparto Riparazioni Aviazione dell'Esercito.
Il 1º settembre 1996 viene assunta la denominazione di 1º Reggimento di Sostegno Aviazione Esercito "IDRA" e, a partire dal 1º giugno 1999, nell'ambito della riorganizzazione dell'Esercito che comporta il passaggio temporaneo dell'aviazione dell'Esercito all'Arma di cavalleria, il 1º Reggimento "IDRA" modifica la propria denominazione da "Aviazione Esercito" in "Cavalleria dell'aria". Conseguentemente nell'ottobre dello stesso anno, con cerimonia tenutasi a Pinerolo, presso il Reggimento "Nizza Cavalleria" (1°), viene consegnato al Reggimento lo Stendardo, simbolo delle unità di cavalleria, in sostituzione della Bandiera di guerra, vessillo utilizzato dalle rimanenti Armi dell'Esercito.
Il 3 novembre 2003, nell'ambito di un ulteriore riassetto organizzativo dell'Esercito, il Reggimento assume nuovamente la denominazione di 1º Reggimento di Sostegno Aviazione dell'Esercito "Idra".
Attualmente l'unità dipende dalla Brigata di Sostegno dell'Aviazione dell'Esercito (BRIGAMILES SOSTAVES) di Viterbo, a sua volta dipendente dal Comando Aviazione dell'Esercito (COMAVES) sito nella medesima località.